# Aire-la-Ville
Aire-la-Ville je obec na jihozápadě Švýcarska, v kantonu Ženeva. Žije zde přibližně 1 200 obyvatel.

## Geografie
Obec se nachází na levém břehu Rhôny, poblíž přehrady Verbois. Na území obce se nachází spalovna Cheneviers.
Aire-la-Ville se skládá z místních částí Treulaz, Cheneviers, Vieux-Four a La Fin.

## Historie
V obci se nachází doklady o římském sídlišti a hroby z pozdní antiky a raného středověku. V roce 1429 je zmiňováno vesnické družstvo pod názvem Aeria Villa. Ve středověku patřilo léno Aire-la-Ville různým rodům z regionu, v 17. a 18. století rodu Fabri ze Ženevy. Ženeva, kapitula Saint-Pierre v Annecy a rodiny de la Grave a Viry vybíraly desátky. Pány hradu Ternier, na němž záviselo panství Aire-la-Ville, byli původně hrabata ze Ženevy, poté rod Savojských. Po bernské nadvládě (1536–1564) bylo Aire-la-Ville až do roku 1601 pod savojskou vládou, v letech 1601–1760 patřilo Francii a poté (až do roku 1816) se opět stalo součástí Savojska. Ve středověku patřilo Aire-la-Ville pod církevní jurisdikci farnosti Bernex, později pod farnost Cartigny; v 15. století zde stála kaple zasvěcená svatému Amandovi. Za bernské vlády patřilo Aire-la-Ville k reformované farnosti Bernex, ale v roce 1564 se vrátilo ke katolické víře (farnost Bernex, později Vernier) a i poté zůstalo převážně katolické (60 % v roce 1990). Kostel Saint-Louis byl postaven v roce 1726. Před stavbou mostu v roce 1853 spojoval Aire-la-Ville s Peney na druhém břehu Rhôny přívoz.

## Obyvatelstvo
| Rok            | 1693 | 1850 | 1860 | 1900 | 1930 | 1950 | 1990 | 2000 | 2003 | 2010 | 2012 | 2014 | 2017 |
| Počet obyvatel | 149  | 243  | 254  | 186  | 159  | 169  | 499  | 736  | 736  | 1158 | 1108 | 1151 | 1161 |

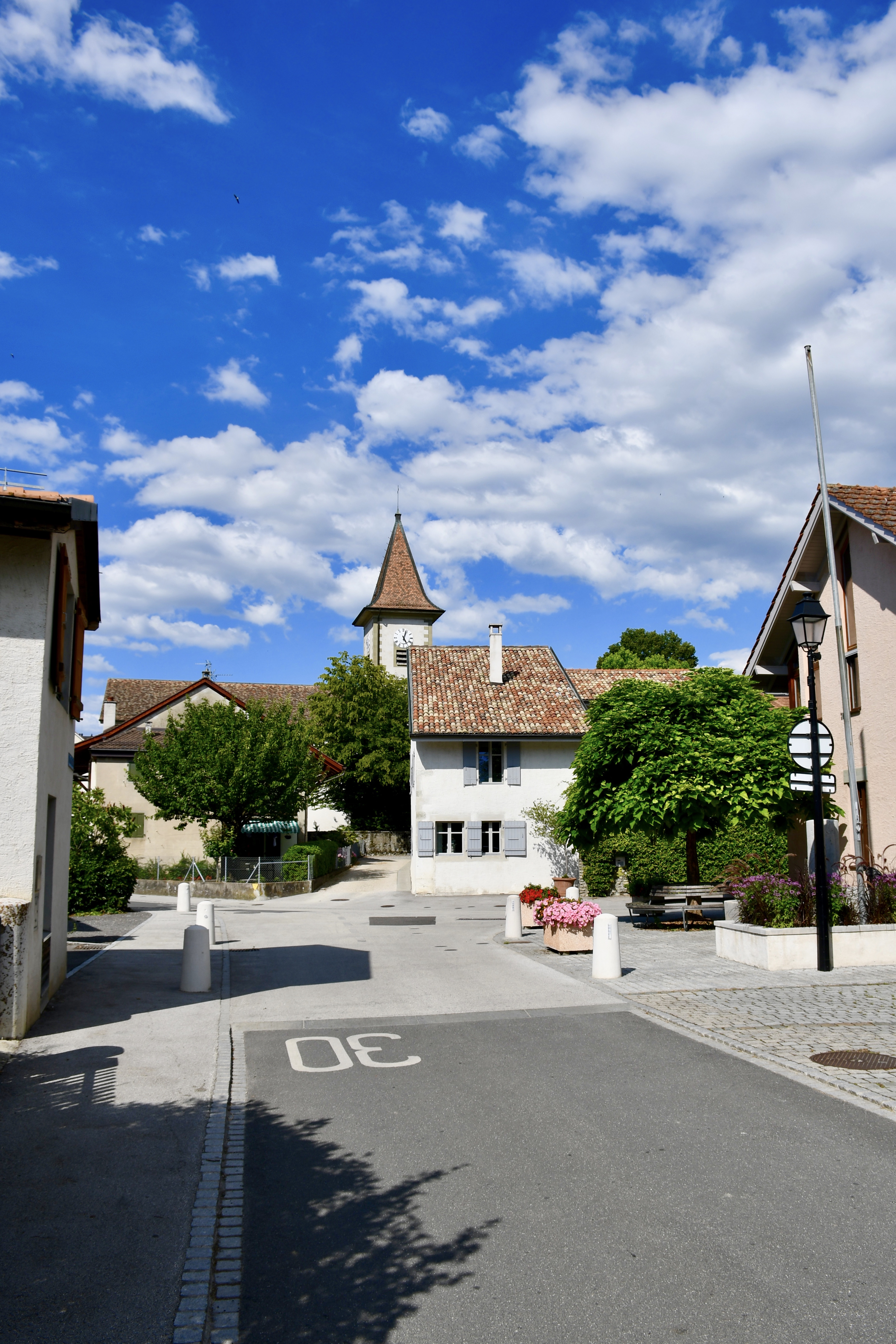
Centrum obce

Většina obyvatel (k roku 2000) hovoří francouzsky (625, tj. 84,9 %), druhou nejčastější řečí je angličtina (27, tj. 3,7 %) a třetí němčina (25, tj. 3,4 %).

## Hospodářství
Od středověku zde stojí mlýn, kde se dosud získává ořechový olej a drtí oves. V roce 1990 patřilo v Aire-la-Ville ještě pouze 5 % pracovní síly do primárního sektoru, ale 78 % do terciárního sektoru. Mnoho dojíždějících se přestěhovalo do sousedství rodinných domů postavených v letech 1970–1980. Spalovna odpadů v Cheneviers byla uvedena do provozu v roce 1966.

## Doprava
Aire-la-Ville je napojeno na síť veřejné dopravy pouze autobusovými linkami. Železnice územím obce neprochází, nejbližší železniční zastávka Russin se nachází na trati Ženeva–Lyon a je obsluhována regionálními vlaky.